# Pimpinella pimpinelloides
Pimpinella pimpinelloides là một loài thực vật có hoa trong họ Hoa tán. Loài này được (Hochst.) H. Wolff miêu tả khoa học đầu tiên năm 1927.